# تيم مور (سياسي أمريكي)
تيم مور (بالإنجليزية: Tim Moore)‏ هو سياسي أمريكي، ولد في 2 أكتوبر 1970 في كينغز ماونتن في الولايات المتحدة. حزبياً، نشط في North Carolina Republican Party ‏ والحزب الجمهوري. وقد انتخب Speaker of the North Carolina House of Representatives ‏ (14 يناير 2015 – ) وانتخب عضو مجلس نواب كارولينا الشمالية.